# Långban (sjö)
Långban är en sjö i Filipstads kommun i Värmland och ingår i Göta älvs huvudavrinningsområde. Sjön är 46 meter djup, har en yta på 7,26 kvadratkilometer och befinner sig 214,2 meter över havet. Sjön avvattnas av vattendraget Saxhyttälven (Stensjöälven). Vid provfiske har en stor mängd fiskarter fångats, bland annat abborre, elritsa, gers och id.

## Delavrinningsområde
Långban ingår i det delavrinningsområde (663871-141425) som SMHI kallar för Utloppet av Långban. Medelhöjden är 256 meter över havet och ytan är 43,92 kvadratkilometer. Räknas de 8 avrinningsområdena uppströms in blir den ackumulerade arean 102,6 kvadratkilometer. Saxhyttälven (Stensjöälven) som avvattnar avrinningsområdet har biflödesordning 3, vilket innebär att vattnet flödar genom totalt 3 vattendrag innan det når havet efter 363 kilometer. Avrinningsområdet består mestadels av skog (72 procent). Avrinningsområdet har 7,2 kvadratkilometer vattenytor vilket ger det en sjöprocent på 16,4 procent.

## Fisk
Vid provfiske har följande fisk fångats i sjön:
- Abborre
- Elritsa
- Gärs
- Id
- Lake
- Löja
- Mört
- Nors
- Sik
- Siklöja